# ビルマ百科事典
ビルマ百科事典（ビルマひゃっかじてん、ビルマ語: မြန်မာ့ စွယ်စုံကျမ်း）は1947年から1976年にかけてよりビルマ翻訳会が刊行した百科事典。全15巻で各巻は約500ページ。